# Walter Ernsting
Walter Ernsting (psevdonim Clark Darlton), nemški pisec znanstvene fantastike, * 13. junij 1920, † 15. januar 2005.
Odraščal je v Koblenzu. Kmalu po začetku druge svetovne vojne so ga vpoklicali v Wehrmacht. Služil je na Norveškem in na Vzhodni fronti. Tam so ga ujeli Rusi in nekaj let je bil zaprt v Sibiriji. Ko se je vrnil v Nemčijo, je postal prevajalec iz angleščine. Leta 1952 je prišel v stik z znanstvenofantastičnimi revijami z angleškega govornega področja in žanr je vzbudil njegovo zanimanje. Po tem je kmalu začel pisati svoje zgodbe. Objavljal je pod psevdonimom Clark Darlton, v Nemčiji pa so knjige izšle kot prevod. Nekaj njegovih knjig je izšlo tudi v Sloveniji.
1. 1 2  Record #109816301X // Gemeinsame Normdatei — 2012—2016.
2. 1 2  data.bnf.fr: platforma za odprte podatke — 2011.